# Iskälke

Paralympiskt piktogram för tävlingar med iskälke.

Iskälke eller ispigging är en form av  hastighetsåkning på is för personer med en funktionsnedsättning. Iskälke ingick i de paralympiska vinterspelen åren 1980–1988 (utomhus) och 1994–1998 (inomhus).
Tävlingarna äger rum på en oval skridskobana med en omkrets på 400 meter. Deltagarna sitter på en lättviktssläde, liknande den som används i kälkhockey, och tar sig fram med två stavar. I de paralympiska vinterspelen har både män och kvinnor tävlat på sträckor mellan 100 och 1 500 meter.
Det första världsmästerskapet i ispigging hölls i Göteborg år 1982.